# Aníbal Gil Lopes
Aníbal Gil Lopes (Araraquara, 18 de julho de 1948) é um médico brasileiro.
Foi eleito membro da Academia Nacional de Medicina em 2002, ocupando a Cadeira 91, da qual Orlando da Fonseca Rangel é o patrono.